# Julio Dely Valdés
Julio César Dely Valdés, född 12 mars 1967 i Colón i Panama, är en panamansk före detta fotbollsspelare. Han har en tvillingbror (Jorge Dely Valdés) och en storebror (Armando Dely Valdés) som också har spelat fotboll på professionell nivå.
Valdés påbörjade sin karriär i Argentina med Deportivo Paraguayo där han gjorde 28 mål på 33 matcher innan han flyttade till Club Nacional de Football i Uruguay där han gjorde över 100 mål under fyra säsonger och där han även vann uruguayanska Primera División 1992.
I Europa har han spelat för Cagliari i Serie A och Paris Saint-Germain i Premiére Division (numera Ligue 1). I Spanien spelade Valdés för Real Oviedo och Malaga CF i tre säsonger vardera innan han återvände till Nacional.
Numera tränar han Panamas ungdomslag tillsammans med sin bror Jorge, som deltog i U20-VM i fotboll i Kanada 2007.